# Anania inclusalis
Anania inclusalis is een vlinder van de familie van de grasmotten (Crambidae). De wetenschappelijke naam van deze soort is voor het eerst voorgesteld als Scopula inclusalis door Francis Walker in een publicatie uit 1866.
De soort komt voor in Honduras en Colombia.